# Большое Кузнечково
Большое Кузне́чково — деревня в Кувшиновском районе Тверской области России. Центр Большекузнечковского сельского поселения.
Расположена в 13 км к северо-востоку от районного центра Кувшиново, проезд по грейдеру через Сафонтьево, Ново. На юг дорога через Пречисто-Каменку до Большого Борка на автодороге «Торжок—Осташков», 15 км. На северо-запад через Кунино и Велеможье можно попытаться проехать на Таложню Торжокского района.
Население по переписи 2002 года — 145 человек, 75 мужчин, 70 женщин.

## История
Деревня Кузнечково известна с XVI века. После возникновения в XIX веке деревни Малое Кузнечково (3,5 км к северу, ныне не существует) к названию стали добавлять Большое.
В XIX веке большая деревня на тракте Торжок — Осташков, который в то время проходил через Кузнечково.
В конце XIX-начале XX века деревня Кузнечково (Б. Кузнечково) относится к Бараньегорской волости и приходу Новоторжского уезда Тверской губернии. Погост (позже село) Баранья Гора в 1 км от деревни. В 1884 году в Кузнечково 99 дворов, 498 жителей, жители занимались каменотесным отхожим промыслом (строили набережные в Петербурге, Кронштадте).
В 1940 году Большое Кузнечково в составе Бараньегорского сельсовета Каменского района Калининской области.
В 1970-80-е годы в деревне центральная усадьба колхоза «Восход», начальная школа.
В 1997 году — 69 хозяйств, 190 жителей.

## Население
| 1859 | 1884 | 1989 | 2002 | 2010 |
| ---- | ---- | ---- | ---- | ---- |
| 513  | ↘450 | ↘164 | ↘145 | ↘101 |

## Известные люди
В деревне Большое Кузнечково провёл детство и юность (а по некоторым данным и родился) Василий Иванович Раков (1909—1996), лётчик, дважды Герой Советского Союза, генерал-майор авиации (1949). Автор книг: «Крылья над морем», «Над морем и сушей», «В авиации — моя жизнь».